# 八齿园蛛
八齿园蛛（学名：Araneus octodentalis）为园蛛科园蛛属的动物。在中国大陆，分布于湖北等地。该物种的模式产地在湖北。